# Notoxus blaisdelli
Notoxus blaisdelli är en skalbaggsart som beskrevs av Chandler 1982. Notoxus blaisdelli ingår i släktet Notoxus och familjen kvickbaggar. Inga underarter finns listade i Catalogue of Life.